# گاه‌شماری رسمی ایران
گاه‌شماری رسمی ایران بر طبق قانون اساسی هجری خورشیدی است و البته هجری قمری نیز معتبر است؛ تعطیل رسمی هفتگی نیز روز جمعه است.
گاهشماری هجری خورشیدی در ۱۱ فروردین ۱۳۰۴ (۱۹۲۵ میلادی) در مجلس شورای ملی تصویب شد و به موجب آن طول و نام ماه‌های سال اصلاح شد. طول ماه‌ها که در هر سال متغیر بود و از ۲۹ تا ۳۲ روز تغییر می‌کرد به شش ماه ۳۱ روزه، پنج ماه ۳۰ روزه و یک ماه ۲۹ روزه (که در سال‌های کبیسه ۳۰ روز می‌شود) دقیق شد و نام ماه‌ها از نام عربی برج‌های فلکی به نام‌های امروزی آن (فروردین تا اسفند) تغییر کرد. معیار شروع سال، ۱ فروردین و معیار لحظه تحویل سال اعتدال بهاری است.
بر طبق این گاه‌شماری، مانند گاه‌شماری هجری خورشیدی برجی، بر مبنای طول و سرآغاز سال گاه‌شماری جلالی است ولی مبدأ آن برگرفته از تقویم برجی مذکور، نوروز سال هجرت محمد، پیامبر اسلام از مکه به مدینه در سال ۶۲۲ میلادی است و ماه‌های آن با تعدیل طول و تغییر نام ماه‌های تقویم برجی است.

## تاریخچه
تقویم هجری خورشیدی، بر اساس مبانی تقویم جلالی (ایجاد شده در ۴۷۱ هجری قمری) و پس از تغییراتی در تقویم جلالی در قالب تقویم هجری خورشیدی برجی در سال ۱۲۸۹ خورشیدی برای امور مالی کشور رسمیت یافت. ابتکار تغییر گاهشمار رسمی کشور از هجری قمری به هجری شمسی را نخستین بار میرزا عبدالحسین وحیدالملک شیبانی نماینده دوره دوم مجلس شورای ملی پیشنهاد کرد. این پیشنهاد در ۱۰ ربیع‌الثانی ۱۳۲۸ قمری (۳۱ حمل ۱۲۸۹ شمسی؟) در مجلس مطرح و قرار شد در طرح قانون محاسبات که در حال تدوین بود گنجانده شود. قانون محاسبات در ۹ ذیقعدهٔ ۱۳۲۸ قمری (۲۰ یا ۲۱ عقرب ۱۲۸۹ شمسی؟) به تصویب مجلس رسید و ماده سوم آن مقرر می‌کرد: «مقیاس زمان بعد از این درمحاسبات دولتی سال‌های شمسی و ماه‌های شمسی (بروج) خواهدبود».
بتدریج تا سالهای پایانی دوره قاجار، تقویم خورشیدی جایگزین هجری قمری شد اما نامهای ماه‌ها، نامهای بروج فلکی (حمل، ثور، جوزا …) بود. در ۲۱ جدی ۱۳۰۳ (۱۵ جمادی‌الثانی ۱۳۴۳ قمری) بیش از چهل نماینده طرحی به مجلس دادند و خواهان آن شدند که از سال آینده، نامهای ایرانی برای ماه‌ها به کار رود. در این طرح آمده بود: «ایرانیان با وجود داشتن بهترین تاریخ شمسی که معنی هر یک از آن ماه‌ها کاملاً موافقت به مقتضیات فصل موجوده مملکت می‌نماید، متأسفانه به مرور ایام، قهراً یا به علل غیرمعلوم دیگر، از صورت اصلی خارج و گاهی به اسامی بی‌تناسب حیوانات یا بروج آمیخته شده‌است». این طرح در ۱۱ فروردین ۱۳۰۴ در مجلس شورای ملی تصویب شد و دولت را مکلف کرد که از آغاز نوروز ۱۳۰۴ سال‌های شمسی از ماه فروردین شروع شود و به اسفند خاتمه یابد. کاربرد نام سالهای ترکی و بروج فلکی نیز کنار گذاشته شود. بر اساس این قانون استفاده از گاه‌شماری گاه‌شماری دوازده حیوانی (خَتا و اویغوری) منسوخ شد (استفاده از گاه‌شماری حیوانی همچنان در فرهنگ عمومی مردم ایران رواج دارد) و گاه‌شماری هجری شمسی با مبدأ هجرت پیامبر اسلام از مکه به مدینه و با طول سال شمسی و با نام ماه‌های فارسی میانه مورد استفاده قرار گرفت.
در عمل بین کبیسه‌های اعمال شده در این گاه‌شماری با گاه‌شماری جلالی اختلاف‌هایی وجود دارد. آن زمان برای رفع چنین اختلافاتی در گاه‌شماری هجری شمسی، هیئت اصلاح تقویم‌ تشکیل شد. این هیئت همان روش کلی کبیسه‌گیری گاه‌شماری میلادی گریگوری را پیشنهاد کرد و علاوه بر آن آرایه جدیدی برای تعدیل کبیسه‌گیری عرضه نمود.
تنها دریک وقفهٔ زمانی بین ۲۴ اسفند ۱۳۵۴ تا ۵ شهریور ۱۳۵۷، تقویم شاهنشاهی تقویمی جدید با مبدأ تقریبی آغاز حکومت کوروش بزرگ (۱۱۸۰ سال افزوده نسبت به تقویم هجری شمسی)، به جای آن تقویم رسمی ایران اعلام شده بود.

## سال مبدأ گاه‌شماری
مبدأ گاهشماری ایران مانند گاهشماری هجری قمری، سال هجرت پیامبر اسلام، محمد، سال ۶۲۲ میلادی از مکه به مدینه می‌باشد. هجرت پیامبر اسلام از مکه به مدینه در (ربیع‌الاول / شهریور و مهر سال ۱ هجری) برابر با سپتامبر ۶۲۲ (میلادی قدیم) می‌باشد.

## روز سرآغاز گاه‌شماری
سرآغاز گاهشماری ایران روز جمعه «۱ فروردین سال ۱ هجری خورشیدی» (۲۹ شعبان ۱ سال پیش از هجرت) برابر با ۱۹ مارس ۶۲۲ میلادی قدیم (یولیانی) و ۲۲ مارس ۶۲۲ میلادی جدید (گرگوری) است؛ یعنی، ۱۱۹ روز پیش از مبدأ گاه‌شماری هجری قمری و ۱۷۹ روز پیش از هجرت.

## لحظه تحویل سال
در این گاه‌شماری معیار شروع سال، ۱ فروردین و معیار لحظه تحویل سال اعتدال بهاری است ولی مکانی که باید مبدأ محاسبهٔ تقویم قرار گیرد مشخص نشده‌است. مرکز تقویم مؤسسهٔ ژئوفیزیک دانشگاه تهران که مرجع رسمی تقویم در ایران است و بعضی (از جمله ایرج ملکپور) نصف‌النهار ۵۲٫۵ درجهٔ شرقی را مرجع محاسبات این تقویم گرفته‌اند و برخی دیگر (از جمله راین‌گولد و درشوویتز در کتاب محاسبات تقویمی خود، Calendrical Calculations) شهر تهران را. این دو مبدأ تا حدود سال ۱۴۶۹ هجری شمسی اختلافی در گاه‌شماری ایجاد نمی‌کنند ولی برای تعیین کبیسه بودن یا نبودن سال ۱۴۶۹، لازم است مبدأ این گاه‌شماری مشخص شود.

## تقسیمات گاه‌شماری ایران
پس از اصلاح و تعیین نام ماه‌های سال و تصویب دقیق زمان ابتدا و انتهای هر ماه و فصل‌های سال، مجلس شورای ملی تقسیم‌بندی سالیانه را به این صورت ابلاغ کرد:
یک سال رسمی ایران، یک سال خورشیدی است که تشکیل شده‌است از ۱۲ ماه، که شش ماه اول ۳۱ روز، پنج ماه دوم ۳۰ روز و ماه آخر ۲۹ روز می‌باشد. هر ۴ سال یکبار طول ماه آخر ۳۰ روز است که آن سال به سال کبیسه معروف است.
این سالنما پس از ساماندهی در افغانستان به‌طور رسمی و در منطقه کردستان به صورت غیررسمی ولی همگانی نیز بکار برده می‌شود. طول سال و فصل‌ها در همه جا یکسان ولی ماه‌ها در هر زبان و گویشی نام خاصی دارند؛ که به ترتیب عبارت‌اند از:
| ترتیب | روزها | نام           | نام               | نام              | نام                | نام       | نام             | تاریخ‌های میلادی       | فصل     |
| ترتیب | روزها | فارسی (ایران) | فارسی (افغانستان) | پشتو (افغانستان) | هزارگی (افغانستان) | کردی      | ترکی آذربایجانی | تاریخ‌های میلادی       | فصل     |
| ----- | ----- | ------------- | ----------------- | ---------------- | ------------------ | --------- | --------------- | --------------------- | ------- |
| ۱     | ۳۱    | فروردین       | حَمَل               | وری              | اورال              | خاکه‌لێوه  | آغلار-گۆلر      | ۲۱ مارس – ۲۰ آوریل    | بهار    |
| ۲     | ۳۱    | اردیبهشت      | ثَور               | غویی             | اید                | گوڵان     | گۆلن            | ۲۱ آوریل – ۲۱ مه      | بهار    |
| ۳     | ۳۱    | خرداد         | جَوزا              | غبرګولی          | بررید              | جۆزه‌ردان  | قؽزاران         | ۲۲ مه – ۲۱ ژوئن       | بهار    |
| ۴     | ۳۱    | تیر           | سَرَطان             | چنګاښ            | سرتایستو           | پووشپه‌ڕ   | قوْرا بیشیرن     | ۲۲ ژوئن – ۲۲ ژوئیه    | تابستان |
| ۵     | ۳۱    | مرداد         | اَسَد               | زمری             | چیله تایستو        | گه‌لاوێژ   | قۇیرۇق دوْغان    | ۲۳ ژوئیه – ۲۲ اوت     | تابستان |
| ۶     | ۳۱    | شهریور        | سُنبُله             | وږی              | آخیر تایستو        | خه‌رمانان  | زۇمار           | ۲۳ اوت – ۲۲ سپتامبر   | تابستان |
| ۷     | ۳۰    | مهر           | میزان             | تله              | تخم ریز            | ڕه‌زبه‌ر    | خزل             | ۲۳ سپتامبر – ۲۲ اکتبر | پاییز   |
| ۸     | ۳۰    | آبان          | عَقرَب              | لړم              | برگ ریز            | خه‌زه‌ڵوه‌ر  | قؽروْو           | ۲۳ اکتبر – ۲۱ نوامبر  | پاییز   |
| ۹     | ۳۰    | آذر           | قَوس               | لیندی            | چیله زمستو         | سه‌رماوه‌ز  | آذر             | ۲۲ نوامبر – ۲۱ دسامبر | پاییز   |
| ۱۰    | ۳۰    | دی            | جَدْی               | مرغومی           | بامو               | به‌فرانبار | چیلله           | ۲۲ دسامبر – ۲۰ ژانویه | زمستان  |
| ۱۱    | ۳۰    | بهمن          | دَلو               | سلواغه           | سیاه بار           | ڕێبه‌ندان  | دوْندۇران        | ۲۱ ژانویه – ۱۹ فوریه  | زمستان  |
| ۱۲    | ۲۹–۳۰ | اسفند         | حوت               | کب               | نجیر               | ره‌شه‌مه    | بایرام          | ۲۰ فوریه – ۲۰ مارس    | زمستان  |

با اینکه معیار محاسبات تقویم‌های خورشیدی، حرکت زمین به دور خورشید (سال) است؛ واژه ماه در این تقویم‌ها هم مورد استفاده قرار می‌گیرد که تقریباً برابر یک دور حرکت ماه به دور زمین در گاه‌شماری قمری است. هر ماه در سال خورشیدی، ۲۹، ۳۰ یا ۳۱ روز طول می‌کشد که برابر ۳۰درجه حرکت زمین بدور خورشید در یک برج فلکی است. با اینکه کاربرد این کلمه ماه حالت همگانی دارد، استفاده از واژه برج مانند قدیم برای تقویم‌های خورشیدی درست‌تر است.

## کبیسه‌گیری گاه‌شماری رسمی ایران
تقویم رسمی کنونی ایران معمولاً هر چهار سال یکبار کبیسه می‌شود و برای جبران کسر سال حقیقی، در آغاز هر دورهٔ ۲۹، ۳۳ یا ۳۷ساله، یک کبیسه پنج ساله وجود دارد. بنا به محاسبات ایرج ملکپور، در یک فراز پنج هزارساله، به ازای هر دورهٔ ۳۷ساله، نزدیک به پنج دورهٔ ۲۹ساله و تقریباً ۲۰ دورهٔ ۳۳ساله وجود دارد. ترتیب و توالی کبیسه‌ها قاعده‌مند نیست. چنانچه لحظه تحویل سال خورشیدی بعد از ظهر حقیقی/شرعی ۳۶۶اُمین روز از سال باشد، آن سال کبیسه و روز بعد نوروز است.
بر اساس محاسبات مرکز تقویم مؤسسهٔ ژئوفیزیک دانشگاه تهران که مرجع رسمی تقویم ایران است، از سال ۱۲۰۶ تا ۱۴۹۸ هجری شمسی این سالها کبیسه بوده‌اند یا خواهند بود:
۱۲۱۰، ۱۲۱۴، ۱۲۱۸، ۱۲۲۲، ۱۲۲۶، ۱۲۳۰، ۱۲۳۴، ۱۲۳۸، ۱۲۴۳ (۳۳ساله)، ۱۲۴۷، ۱۲۵۱، ۱۲۵۵، ۱۲۵۹، ۱۲۶۳، ۱۲۶۷، ۱۲۷۱، ۱۲۷۶ (۳۳ساله)، ۱۲۸۰، ۱۲۸۴، ۱۲۸۸، ۱۲۹۲، ۱۲۹۶، ۱۳۰۰، ۱۳۰۴، ۱۳۰۹ (۳۳ساله)، ۱۳۱۳، ۱۳۱۷، ۱۳۲۱، ۱۳۲۵، ۱۳۲۹، ۱۳۳۳، ۱۳۳۷، ۱۳۴۲ (۳۳ساله)، ۱۳۴۶، ۱۳۵۰، ۱۳۵۴، ۱۳۵۸، ۱۳۶۲، ۱۳۶۶، ۱۳۷۰، ۱۳۷۵ (۳۳ساله)، ۱۳۷۹، ۱۳۸۳، ۱۳۸۷، ۱۳۹۱، ۱۳۹۵، ۱۳۹۹، ۱۴۰۳، ۱۴۰۸ (۳۳ساله)، ۱۴۱۲، ۱۴۱۶، ۱۴۲۰، ۱۴۲۴، ۱۴۲۸، ۱۴۳۲، ۱۴۳۶، ۱۴۴۱ (۳۳ساله)، ۱۴۴۵، ۱۴۴۹، ۱۴۵۳، ۱۴۵۷، ۱۴۶۱، ۱۴۶۵، ۱۴۶۹، ۱۴۷۴ (۳۳ساله)، ۱۴۷۸، ۱۴۸۲، ۱۴۸۶، ۱۴۹۰، ۱۴۹۴، و ۱۴۹۸.

### تطبیق کبیسه رسمی و حسابی
در کنار تقویم رسمی ایران، تقویم یا تقویم‌های حسابی ایرانی یا هجری شمسی نیز وجود دارند. یکی از آنها تقویم حسابی احمد بیرشک است که با تقویم رسمی ایران در کبیسه‌گیری تفاوت دارد. در تقویم رسمی، کبیسه‌گیری با تحویل حقیقی سال مشخص می‌شود و دارای سه دورهٔ بسیط ۲۹ساله، ۳۳ساله یا ۳۷ساله است و نظم تعریف شده‌ای در توالی دوره‌های سه‌گانه‌اش وجود ندارد.
اما در تقویم حسابی بیرشک دوره‌های سه‌گانه یادشده با تعدیل حسابی و ریاضی کبیسه‌ها به‌طور متوالی در دوره‌هایی بزرگتر منظم شده و معمولاً در یک دوره بزرگ ۲۸۲۰ ساله مرتب می‌شوند، بنابرین در تقویم حسابی به راحتی تنها با محاسبه ریاضی می‌توان کبیسه بودن یا نبودن یک سال را تعیین کرد، در حالیکه در تقویم رسمی جز با محاسبات نجومی پیچیده امکان‌پذیر نیست.
تقویم حسابی بیرشک در کاربردهای عملی قابل استفاده نیست چون در کبیسه‌گیری بسیاری از سالها، از جمله سال ۱۴۰۳ هجری شمسی، با تقویم رسمی ایران تفاوت دارد.